# Sven Meinhardt
Sven Meinhardt (né le 28 septembre 1971 à Mülheim) est un joueur de hockey sur gazon allemand. Il participe aux Jeux olympiques d'été de 1992 et il remporte la médaille d'or de la compétition.

## Palmarès

### Jeux olympiques
- Jeux olympiques de 1992 à Barcelone,  Espagne
  -  Médaille d'or.